# Tibisay Lucena
Tibisay Lucena Ramírez (Barquisimeto, 26 aprile 1959 – Caracas, 12 aprile 2023) è stata una politica venezuelana, ministra dell'istruzione universitaria dal 2021 al 2023 sotto la presidenza di Nicolás Maduro. In precedenza è stata presidente del Consiglio nazionale elettorale dal 2006 al 2020.

## Biografia
Nata a Barquisimeto il 26 aprile 1959, si laureò in sociologia all'Università Centrale del Venezuela, conseguendo poi un master sempre in sociologia presso la The New School, negli Stati Uniti.

### Carriera politica
Nel dicembre 1999 venne nominata dall'Assemblea Nazionale Costituente rettrice supplente del Consiglio nazionale elettorale, incarico che nel 2005 la portò a diventarne rettrice. L'anno successivo venne eletta dal resto dei rettori presidente di tale organo statale, rimanendo in questa posizione fino al giugno 2020, quando il presidente venezuelano Nicolás Maduro e l'insieme dei rettori del Consiglio decisero di far presiedere Indira Alfonzo.

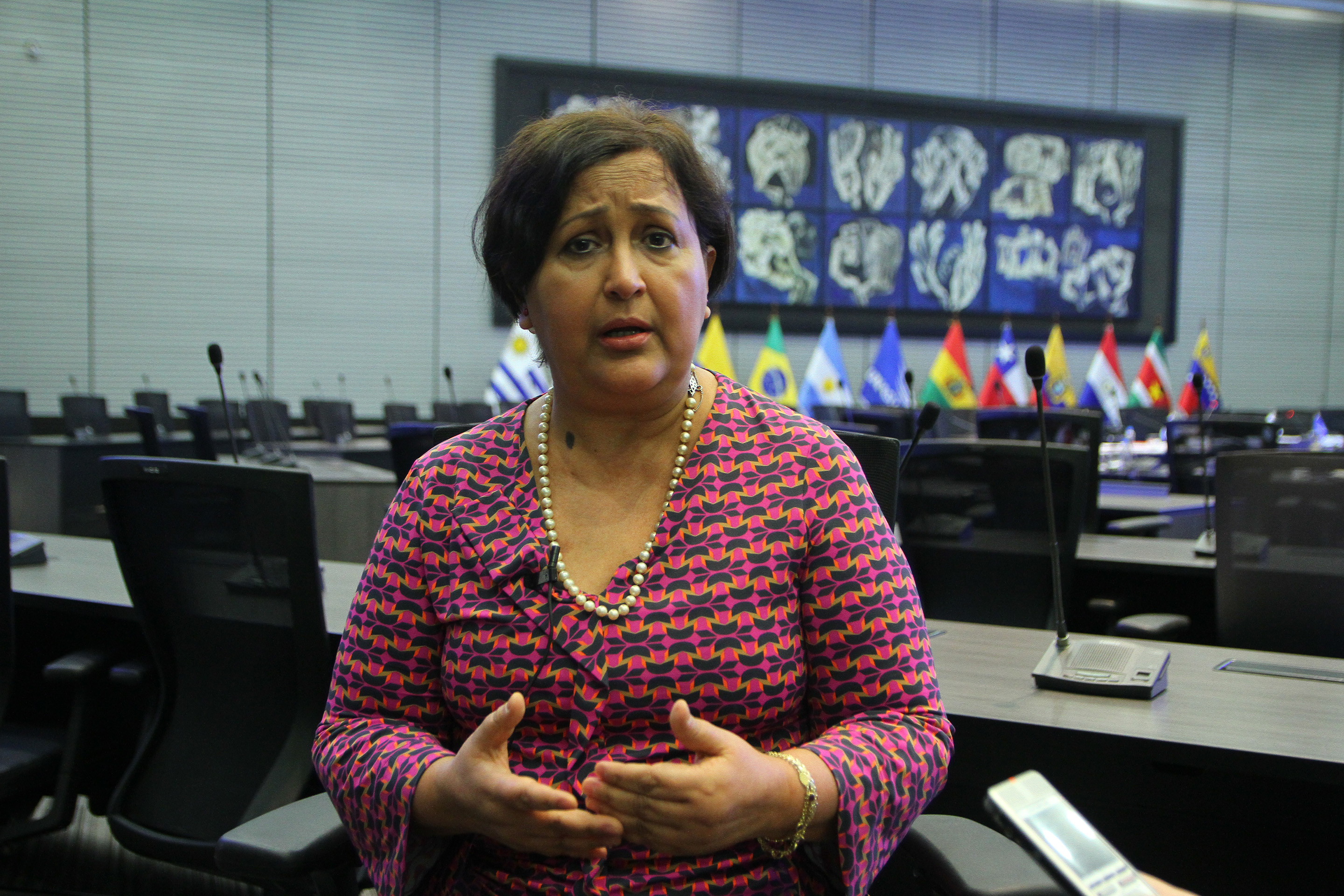
Tibisay Lucena all'Unione delle nazioni sudamericane.

Nel settembre 2020 il ministero dell'istruzione universitaria la nominò rettrice dell'Università Nazionale Sperimentale delle Arti, mentre nell'ottobre 2021 il presidente Nicolás Maduro la scelse per ricoprire il ruolo di titolare di tale ministero.

### Sanzioni internazionali
Durante la crisi politica venezuelana, Tibisay Lucena venne sanzionata da numerosi paesi ed organizzazioni per aver sostenuto il regime di Nicolás Maduro. In partiticolare, le venne proibito di entrare, tra gli altri, nella vicina Colombia.
Nel 2017, a seguito delle elezioni dell'Asseblea nazionale, gli Stati Uniti sanzionarono dodici funzionari venezuelani, tra i quali la stessa Lucena, per aver compromesso la democrazia e i diritti umani nel paese. Nel settembre seguente il Canada impose sanzioni a quaranta funzionari del Venezuela, includendo la Lucena, dopo l'uccisione di centoventicinque persone durante le proteste del 2017 contro il regime.
Nel gennaio 2018 l'Unione Europea sanzionò sette funzionari, lei compresa, per il peggioramento della democrazia nel paese. Venne inoltre vietato l'ingresso ai sanzionati nei paesi facenti parte dell'UE. Nel marzo successivo anche Panama e la Svizzera sanzionarono, rispettivamente, cinquantacinque e sette alti funzionari per le violazioni dei diritti umani e per il deterioramento della democrazia. Nell'aprile 2018 anche il senato messicano stabilì un'ordinanza che vietava l'entrata nel paese ai funzionari dell'amministrazione di Maduro.

### Morte
Tibisay Lucena morì a Caracas, capitale venezuelana, il 12 aprile 2023 a causa di un cancro. Ad annunciare il decesso fu lo stesso governo.